# Alberto Monteiro de Carvalho e Silva
Alberto Monteiro de Carvalho e Silva (Campinas, 30 de maio de 1887 - Rio de Janeiro, 18 de maio de 1969) foi um engenheiro, industrial e investidor brasileiro. É um dos fundadores do grupo Monteiro Aranha.
Era filho de Joaquim Monteiro de Carvalho e Silva (1853-1917) que fundou, em 1887, a Companhia Paraná Industrial com participação de Antonio Francisco de Paula Souza e Francisco de Paula Ramos de Azevedo. Joaquim Monteiro foi ativo na política do Paraná como vice-presidente do estado, deputado estadual, vereador, prefeito de Curitiba, e secretário da Agricultura no governo de Carlos Cavalcanti de Albuquerque (1912-1916). 
Em 1909 Alberto se formou engenheiro da Escola Politécnica de São Paulo. Logo depois foi trabalhar na prefeitura de Santos com Roberto Simonsen e Maurilio Porto. Foi engenheiro chefe da firma de Simonsen, a Companhia Construtora de Santos.
Em 1919 fundou com Olavo Egídio de Sousa Aranha Júnior a Companhia Técnica Brasileira de Engenharia Civil e Arquitetura. Essa empresa foi rebatizada de Monteiro & Aranha Engenharia, Comércio e Indústria. A empresa participou ativamente de projetos de pavimentação. Em 1923, a prefeitura de São Paulo abriu licitação para o asfaltamento da cidade. Foi exigido o uso do asfalto natural encontrado na ilha de Trinidad da empresa monopolista Barber Asphalt Company. A empresa de Alberto Monteiro detinha o monopólio de importação do material. Roberto Simonsen, da concorrente Companhia Construtora de Santos, iniciou uma polêmica.
Casou-se com Beatriz de Souza Castro com quem teve Joaquim Monteiro de Carvalho, apelido Baby (1913-2008), e Alberto Monteiro de Carvalho Filho, apelido Betty (-1947). Com a morte do seu filho Alberto em 1947, adotou os netos Olavo Egydio Monteiro de Carvalho e Beatriz.